# Fahrwegkapazität
Fahrwegkapazität, Schienenwegkapazität oder Bahninfrastrukturkapazität bezeichnet die Leistungsfähigkeit eines Fahrweges in Bezug auf die maximal durchzuführenden Zugfahrten.
Im Rahmen des Netzzugangs wird der Begriff auch für eine konkret nutzbare Fahrplanlage (Fahrplantrasse) verwendet. Durch die Richtlinie 2001/14/EG wurde seitens der Europäischen Union festgeschrieben, welchen Regeln die Zuweisung von Fahrwegskapazität an Eisenbahnunternehmen unterliegt.
Die Richtlinie Fahrwegkapazität der DB Netz AG definiert verschiedene Qualitätsstufen für den Bahnbetrieb. Kennwerte dafür sind die Summe von planmäßigen und außerplanmäßigen Wartezeiten, der Verspätungszuwachs, die Warteschlangenlänge, die Wartewahrscheinlichkeit und der verkettete Belegungsgrad.